# Atlantisch orkaanseizoen 1700-1709
Hoewel data niet voor iedere voorgekomen storm beschikbaar zijn uit de Atlantische orkaanseizoenen in de periode 1700-1709, waren sommige delen van de kustlijn bevolkt genoeg om betrouwbare gegevens te verzamelen over de waargenomen orkanen. Elk seizoen was een jaarlijkse cyclus van tropische cycloon-formaties in de Atlantisch stroomgebied. De meest tropische cycloonformaties vinden er plaats tussen 1 juni en 30 november.

## Stormen
| Jaar | Locatie                         | Datum        | Dodental | Schade/Opmerkingen                                            |
| ---- | ------------------------------- | ------------ | -------- | ------------------------------------------------------------- |
| 1700 | Charleston, South Carolina      | 14 september | 98       | onbekend                                                      |
| 1703 | Virginia, Maryland, New England | 18 oktober   | onbekend | Grote schade door wind en overstroming, veel schepen verloren |
| 1705 | Havana, Cuba                    | onbekend     | Veel     | 4 schepen verloren                                            |
| 1706 | Virginia                        | 6 november   | onbekend | 14 schepen verloren                                           |
| 1707 | St. Augustine (Florida)         | 30 september | onbekend | Hevige overstroming en schade                                 |
| 1708 | Zuidwest Caribische Zee         | onbekend     | 578      | onbekend                                                      |